# Очоа, Гильермо
Франси́ско Гилье́рмо Очо́а Мага́нья (исп. Francisco Guillermo Ochoa Magaña, испанское произношение: [ɡiˈʝeɾmo oˈtʃo.a]; род. 13 июля 1985[…], Гвадалахара) — мексиканский футболист, вратарь клуба АВС САД и капитан сборной Мексики.
Очоа дебютировал в мексиканском клубе «Америка» в 2004 году в матче Чемпионата Мексики против «Монтеррея». Свой первый титул Гильермо завоевал в 2005 году и был основным вратарём «Америки» до 2011 года. Провёл за клуб около 300 матчей во всех турнирах. Летом 2011 года перешёл во французский «Аяччо». За команду Очоа выступал три сезона, после чего «Аяччо» покинул Лигу 1 в 2014 году, а контракт клуба с голкипером истёк.
Игрок национальной сборной Мексики с 2005 года. Первый матч за сборную провёл в товарищеской игре со сборной Венгрии, закончившейся со счётом 2:0 в пользу мексиканцев. Участник пяти чемпионатов мира (2006, 2010, 2014, 2018, 2022). Бронзовый призёр Олимпийских игр 2020 года в Токио.

## Клубная карьера

### «Америка»
Гильермо Очоа дебютировал в основном составе мексиканского клуба «Америка» под руководством тренера Лео Бенхаккера во время мексиканской Клаусуры 2004, когда вратарю было лишь 18 лет. Очоа в первом же матче продемонстрировал отличные навыки вратарской игры, и голкиперу сразу доверили право заменить в воротах клуба травмированного ветерана команды Адольфо Риоса. После того как Риос восстановился от своей травмы, два голкипера стали получать приблизительно равное количество игровой практики. После Клаусуры 2004 Адольфо Риос решил завершить свою профессиональную карьеру.
Перед началом Апертуры 2004 все болельщики мексиканского клуба ожидали увидеть именно Очоа в качестве нового первого вратаря команды. Однако новый главный тренер «Америки» Оскар Руджери привёл в команду новых голкиперов, в частности, — аргентинца Себастьяна Саху. Пребывание Руджери в мексиканском клубе было омрачено большим количеством споров и непонятных решений, в результате чего аргентинец был уволен после 6-й игры сезона, а Очоа стал основным вратарём уже под руководством мексиканского тренера Марио Карильо. С тех пор Гильермо неизменно появлялся в стартовом составе клуба, за исключением тех периодов, когда он был травмирован или вызывался под знамёна национальной сборной. Вместе с Карильо Очоа выиграл свой первый профессиональный титул, став чемпионом Клаусуры 2005.
23 октября 2007 года авторитетное французское спортивное издание France Football объявило список из 50 претендентов на получение «Золотого мяча». В этот список вошёл и 21-летний Гильермо Очоа. 2 декабря 2007 года стало известно, что голкипер занял 30-е место в голосовании, а «Золотой мяч» получил бразильский полузащитник итальянского «Милана» — Кака. В период зимних трансферов 2008 года в приобретении Очоа были заинтересованы такие клубы, как мюнхенская «Бавария», «Атлетико Мадрид», «Манчестер Юнайтед» и «Арсенал», но предложения о покупке от них так и не последовало.
Начало 2008 года выдалось более чем успешным для мексиканского голкипера: его клуб занял первое место в Интерлиге 2008, в то время как сам Очоа совершил несколько выдающихся сейвов (самый запоминающийся из них — отражённый пенальти на последних минутах встречи против «Монаркас Морелия», в которой «Америка» выиграла 1-0).
Летом 2008 года талантливого 22-летнего голкипера хотели приобрести «Галатасарай» и «Эвертон».
Зимой 2010 года ходило много разговоров о том, что английский «Манчестер Юнайтед» сильно заинтересован в приобретении талантливого мексиканца. А английские издания Metro и The Daily Mail сообщали, что английский «Фулхэм» договорился с клубом Очоа о переходе вратаря в лондонскую команду летом 2010 года. Однако позже и «Фулхэм», и «Америка» опровергли эту информацию.
Клаусура 2011 стала для Гильермо последним турниром, проведённым в составе «Америки». В том сезоне клуб добрался до четвертьфинала, где уступил «Монаркасу».

### «Аяччо»

#### 2011/12
4 июля 2011 года Гильермо Очоа подписал 3-летний контракт с французским «Аяччо», который смог пробиться в Лигу 1 по итогам сезона 2010/11. Дебют мексиканца в официальных встречах за «Аяччо» состоялся 5 августа 2011 года в матче первого тура чемпионата Франции против «Тулузы» (тот матч завершился для команды Очоа проигрышем 0-2). 18 и 21 декабря «Аяччо» одержал две победы подряд, а Гильермо дважды сохранил свои ворота сухими. Вратарь также поучаствовал в победе 3-0 над «Этуалем» в Кубке Франции. 21 января 2012 года «Аяччо» одержал победу над «Валансьеном» и впервые с начала сезона вышел из зоны вылета. В последней игре сезона против «Тулузы» корсиканской команде нужна была только победа, чтобы избежать вылета в Лигу 2 по итогам сезона. Очоа помог своей команде не пропустить в том матче, благодаря чему «Аяччо» выиграл со счётом 2-0 и остался в высшем дивизионе французского футбола.
Мексиканец закончил свой первый сезон в «Аяччо», сохранив ворота неприкосновенными в 8 матчах, совершив 43 сейва и отразив 151 удар. Однако он также стал самым пропускающим голкипером лиги наряду с Алексисом Тебо из «Кана»: каждый из них пропустил по 59 мячей.

#### 2012/13
1 июля 2012 года президент «Аяччо» Ален Орсони заявил, что Гильермо Очоа останется в клубе на сезон 2012/13, несмотря на интерес со стороны турецкого «Галатасарая» и испанской «Севильи».
11 августа Очоа принял участие в победном матче первого тура против «Ниццы» (1:0). 19 августа Очоа сыграл огромную роль в ничейном матче с «ПСЖ», сохранив свои ворота сухими. В третьем матче сезона против «Валансьена» Очоа сыграл только 60 минут, после чего был заменён из-за жёсткого столкновения с товарищем по команде. «Аяччо» проиграл тот матч 0:3.
На этот раз мексиканец закончил сезон, оставив ворота нетронутыми в 12 матчах Лиги 1.

#### 2013/14
Очоа дебютировал в сезоне в матче первого тура против «Сент-Этьена» 11 августа 2013 года. «Аяччо» проиграл встречу 0:1. 18 августа Очоа провёл один из лучших матчей в своей карьере: «Аяччо» в гостевой игре встречался с лидером французского футбола — «ПСЖ». Корсиканцам удалось забить в начале матча, после чего «ПСЖ» практически всю игру оказывал огромное давление на ворота мексиканского голкипера. Лишь на 86-й минуте парижанам удалось избежать поражения усилиями Эдинсона Кавани. Встреча закончилась со счётом 1:1, а Гильермо Очоа, совершивший 12 сейвов, был признан лучшим игроком матча.
18 января 2014 года Очоа сыграл свой 100-й европейский матч (в гостях против «Ниццы», 0-2).
После поражения от «Бастии» 1:2 20 апреля «Аяччо» официально потерял шансы на сохранение прописки в Лиге 1. Свой последний матч за клуб Гильермо Очоа провёл 17 мая 2014 года против «Сент-Этьена» (1:3). После официального ухода Очоа из «Аяччо» французский клуб на своей интернет-странице поблагодарил мексиканца за три года отличных выступлений.

### «Малага» и аренда в «Гранаду»
1 августа 2014-го Очоа подписал трехлетний контракт с «Малагой», но, несмотря на удачное выступление на ЧМ-2014, в испанской команде ему не удалось стать основным вратарем, довольствуясь ролью сменщика Карлоса Камени. В итоге в том сезоне впервые в старте Очоа вышел только 3 декабря, в кубковой игре против «Депортиво», но уже в ответном матче в основе вновь вышел Камени. По итогам того года Очоа стал 7-м в списке лучших вратарей 2014 года по версии IFFHS.
5 марта 2016 года Очоа дебютировал в Ла Лиге, также в игре против «Депортиво Ла-Корунья», заменив травмированного на 36-й минуте матча Карлоса Камени.
Летом 2016 года Очоа на правах аренды перешёл в «Гранаду». 20 августа в матче против «Вильярреала» он дебютировал за новую команду.
Контракт с «Малагой» истёк в конце июня и игрок стал свободным агентом.

### «Стандард»
9 июля 2017 года было объявлено о подписании контракта Очоа с бельгийским «Стандардом». Здесь Гильермо провел 2 года, сыграв за клуб 85 матчей (включая 2 игры в Лиге Чемпионов и 6 — в Лиге Европы) и завоевал с командой серебряные и бронзовые медали чемпионата Бельгии.
В «Стандарде» Очоа выступал под нехарактерным для вратаря 8-м номером. Вероятно, это связано с испанским словом ocho «восемь».

### «Америка»
Летом 2019 года Очоа вернулся в родную «Америку».

### «Салернитана»
В декабре 2022 года перешёл в итальянскую «Салернитану», подписав контракт до конца июня 2023 года с возможностью продления ещё на сезон. Дебютировал в матче с «Миланом» (1:2).

### «АВС»
2 сентября 2024 года португальский клуб «АВС» объявил о подписании контракта с Очоа в качестве свободного агента.

## В сборной
В 2004 году в составе олимпийской сборной Мексики Очоа принял участие в Олимпийских играх в Афинах. На турнире он был запасным и на поле так и не вышел.
На чемпионатах мира 2006 и 2010 Гильермо Очоа присутствовал в качестве третьего вратаря сборной Мексики и на поле не выходил.
После матча первого тура группового этапа Золотого кубка КОНКАКАФ 2011 против сборной Сальвадора (5:0) Очоа вместе с ещё четырьмя футболистами национальной команды был отстранён от участия в играх из-за положительных допинг-проб. Спустя месяц, так и не приняв более участия ни в одном из следующих матчей турнира, закончившегося для мексиканцев завоеванием трофея, Очоа был оправдан. Месяц под угрозой дисквалификации едва не стоил Гильермо срыва подписания контракта с клубом «Аяччо».
13 июня 2014 года Гильермо Очоа дебютировал на чемпионатах мира, выйдя в стартовом составе сборной Мексики на первый матч мирового первенства 2014 против команды Камеруна, в котором El Tri одержали победу со счётом 1:0. 17 июня, в матче против хозяев турнира, сборной Бразилии, мексиканский вратарь отразил 8 ударов по своим воротам, внеся определяющий вклад в итоговую ничью (0:0). Очоа был признан лучшим игроком этого матча и, в частности, удостоился похвалы главного тренера бразильцев Луиса Фелипе Сколари, назвавшего игру мексиканца «изумительной».
В 2015 году Очоа стал обладателем Золотого кубка КОНКАКАФ. На турнире он сыграл в матчах против сборных Кубы, Гватемалы, Тринидада и Тобаго, Коста-Рики, Панамы и Ямайки.
В 2016 году Очоа принял участие в юбилейном Кубке Америки в США. На турнире он сыграл в матчах против команд Ямайки и Чили. В поединке против чилийцев Гильермо пропустил семь мячей.
Очоа принял участие в четырёх из пяти матчей своей команды на Кубке конфедераций 2017: на групповой стадии против сборных Португалии (2:2) и России (2:1), в 1/2 финала против Германии (1:4) и в матче за 3-е место против Португалии (1:2), в первом тайме которого смог отразить пенальти, назначенный после видеоповтора.
В 2018 году Очоа принял участие в чемпионате мира, проходившем в России. На турнире он сыграл в матчах против команд Германии, Южной Кореи, Швеции и Бразилии.
В 2022 году Очоа был основным голкипером сборной на чемпионате мира в Катаре. В трех матчах пропустил 3 гола, совершил 23 сейва, в том числе взял пенальти, исполненный Робертом Левандовски.

## Личная жизнь
В 2006 году Очоа встречался с мексиканской актрисой и певицей Дульсе Марией, но расстался с ней спустя год.
После переезда во Францию начал встречаться с мексиканской моделью Карлой Мора. У пары есть дочь и сын: Луссиана Очоа Мора (род. 08.02.2013) и Лусиано Очоа Мора (род. 01.04.2015).

## Статистика выступлений

### Клубная статистика
| Выступление      | Выступление                  | Выступление      | Лига | Лига | Кубок страны | Кубок страны | Еврокубки | Еврокубки | Прочие | Прочие | Итого | Итого |
| Клуб             | Лига                         | Сезон            | Игры | Голы | Игры         | Голы         | Игры      | Голы      | Игры   | Голы   | Игры  | Голы  |
| ---------------- | ---------------------------- | ---------------- | ---- | ---- | ------------ | ------------ | --------- | --------- | ------ | ------ | ----- | ----- |
| Америка          | Лига МХ                      | 2003/04          | 12   | ?    | —            | —            | —         | —         | —      | —      | 12    | ?     |
| Америка          | Лига МХ                      | 2004/05          | 25   | ?    | —            | —            | —         | —         | —      | —      | 25    | ?     |
| Америка          | Лига МХ                      | 2005/06          | 28   | ?    | —            | —            | —         | —         | —      | —      | 28    | ?     |
| Америка          | Лига МХ                      | 2006/07          | 32   | ?    | —            | —            | —         | —         | —      | —      | 32    | ?     |
| Америка          | Лига МХ                      | 2007/08          | 24   | ?    | —            | —            | —         | —         | —      | —      | 24    | ?     |
| Америка          | Лига МХ                      | 2008/09          | 32   | -47  | 3            | 0            | —         | —         | —      | —      | 35    | -47   |
| Америка          | Лига МХ                      | 2009/10          | 28   | -33  | 4            | 0            | —         | —         | —      | —      | 32    | -33   |
| Америка          | Лига МХ                      | 2010/11          | 38   | -53  | —            | —            | —         | —         | —      | —      | 38    | -53   |
| Америка          | Итого                        | Итого            | 219  | -?   | 7            | 0            | 0         | -0        | 0      | -0     | 226   | ?     |
| Аяччо            | Лига 1                       | 2011/12          | 37   | -59  | 2            | -3           | —         | —         | —      | —      | 39    | -62   |
| Аяччо            | Лига 1                       | 2012/13          | 38   | -50  | 1            | -2           | —         | —         | —      | —      | 39    | -52   |
| Аяччо            | Лига 1                       | 2013/14          | 37   | -71  | 1            | -1           | —         | —         | —      | —      | 38    | -72   |
| Аяччо            | Итого                        | Итого            | 112  | -180 | 4            | -6           | 0         | -0        | 0      | -0     | 116   | -186  |
| Малага           | Примера                      | 2014/15          | 0    | -0   | 6            | -6           | —         | —         | —      | —      | 6     | -6    |
| Малага           | Примера                      | 2015/16          | 11   | -10  | 2            | -3           | —         | —         | —      | —      | 13    | -13   |
| Малага           | Итого                        | Итого            | 11   | -10  | 8            | -9           | 0         | -0        | 0      | -0     | 19    | -19   |
| Гранада          | Примера                      | 2016/17          | 38   | -82  | 1            | -0           | —         | —         | —      | —      | 39    | -82   |
| Гранада          | Итого                        | Итого            | 38   | -82  | 1            | -0           | 0         | -0        | 0      | -0     | 39    | -82   |
| Стандард         | Чемпионат Бельгии по футболу | 2017/18          | 39   | -51  | —            | —            | —         | —         | —      | —      | 39    | -51   |
| Стандард         | Чемпионат Бельгии по футболу | 2018/19          | 38   | -50  | —            | —            | 8         | -14       | —      | —      | 46    | -64   |
| Стандард         | Итого                        | Итого            | 77   | -101 | —            | —            | 8         | -14       | 0      | -0     | 85    | -115  |
| Всего за карьеру | Всего за карьеру             | Всего за карьеру | 457  | -506 | 20           | -15          | 8         | -14       | 0      | -0     | 485   | -535  |

## Достижения

### Командные
«Америка» (Мехико)
- Чемпион Мексики: Клаусура 2005
- Обладатель трофея Чемпион чемпионов Мексики: 2005
- Обладатель Кубка чемпионов КОНКАКАФ: 2006
- Победитель Мексиканской Интерлиги: 2008
- Финалист Южноамериканского кубка: 2007

Стандард
- Серебряный призёр Чемпионата Бельгии по футболу: 2017/18
- Бронзовый призёр Чемпионата Бельгии по футболу: 2018/19

Мексика
- Обладатель Золотого кубка КОНКАКАФ: (5) 2009, 2011, 2015, 2019, 2023
- Серебряный призёр Золотого кубка КОНКАКАФ: 2007
- Бронзовый призёр Кубка Америки: 2007
- Бронзовый призёр Олимпийских игр: 2020

### Личные
- Член символической сборной Золотого кубка КОНКАКАФ: 2009
- Лучший мексиканский вратарь десятилетия по версии МФФИИС (2000—2010)
- Лучший мексиканский вратарь XXI века по версии МФФИИС (2013)[45]